# Сурвачова Ольга Дмитрівна
Ольга Дмитрівна Сурвачова (1922, тепер Полтавська область — ?) — українська радянська діячка, вчителька Луцької середньої школи № 1 Волинської області, голова Волинської обласної ради професійних спілок. Депутат Верховної Ради УРСР 5—6-го скликань.

## Біографія
Народилася в селянській родині. Закінчила педагогічний інститут. Працювала вчителькою.
З 1952 року — вчителька історії Луцької середньої школи № 1 Волинської області.
Член КПРС з 1956 року.
На 1960—1962 роки — секретар Луцького міського комітету КПУ Волинської області.
З 1962 до 1976 року — голова Волинської обласної ради професійних спілок.
На 1977 рік — завідувач відділу міжнародних зв'язків та іноземного туризму Української республіканської ради профспілок.

## Нагороди
- ордени
- медаль «За трудову доблесть» (7.03.1960)
- медалі